# Tachycineta bicolor

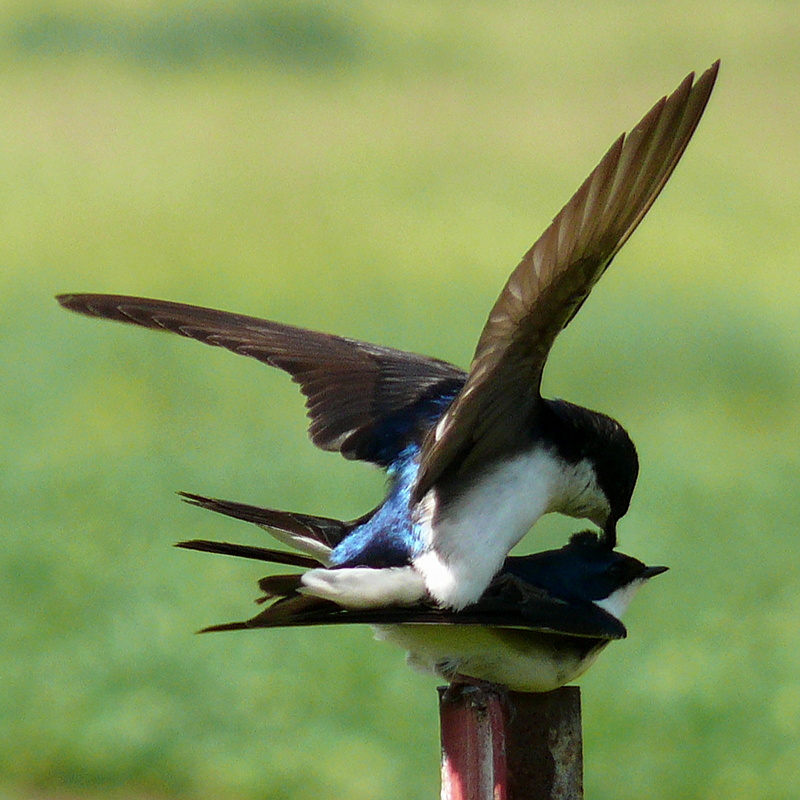
Apareamiento.

La golondrina bicolor (Tachycineta bicolor) es una especie de ave paseriforme migratoria de la familia Hirundinidae que se reproduce en América del Norte y pasa los inviernos en México, América Central y el Caribe. Raramente aparece en Europa occidental.
Esta golondrina tiene un tamaño promedio de 13,5 cm (5 pulgadas) de largo y pesa unos 20 g. El pico es muy pequeño. La golondrina bicolor adulta tiene partes superiores de color verde iridiscentes, vientre blanco y una cola muy ligeramente bífida. La hembra generalmente tiene colores más opacos que el macho, más verde mientras que el macho es más azulado. El plumaje juvenil es gris marrón en la parte superior y puede tener una banda de pecho de color gris.
Altamente social fuera de la estación de cría, las golondrinas bicolor pueden formar bandadas de varios miles de aves cerca de los sitios de reproducción. Los grupos cerca de Vacherie, Luisiana, se estimó que tenían más de 1 millón de aves durante diciembre de 2009.

## Reproducción
Las golondrinas bicolor anidan en cavidades natural o artificiales cerca de agua y se encuentran a menudo en grandes bandadas. Ellas utilizan fácilmente cajas como nidos, incluyendo las construidas para azulejos. Disminuciones en las poblaciones de constructores de cavidades resultando en menos sitios de anidación naturales para golondrinas bicolor, aunque la población de permanece estable.
El nido de la glondrina bicolor consiste en múltiples capas de hierbas y ramas delgadas y está llena de grandes plumas de otras especies. La hembra pone de 4 a 7 huevos blancos e incuba ella misma. Los huevos eclosionan en unos 14 días y las crías son altriciales. Las crías vuelan normalmente en 16 a 24 días. Mientras que hay jóvenes o huevos en el nido, los adultos con frecuencia atacan intrusos (incluidos a los humanos curiosos) e intentan echarlos de la zona. Las golondrinas bicolor suelen "pelear" por plumas en el aire por razones que están todavía bajo investigación. Hay algunas especulaciones de que esto es una forma de juego.
Las golondrinas bicolor hacen normalmente un solo nido, aunque puede intentar un segundo nido si la primera falla temprano en la temporada. Hay registros de padres criando dos crías exitosamente en una temporada.
Subsisten principalmente con una dieta de insectos, a veces complementado con pequeñas cantidades de frutas. Son excelentes voladores y atrapan acrobáticamente insectos en el aire.